# Општина Брадешти (Долж)
Брадешти (рум. Brădeşti) општина је у Румунији у округу Долж.
Oпштина се налази на надморској висини од 228 m.